# Eparchie Lugoj
Die Eparchie Lugoj (lat.: Dioecesis Lugosiensis, rum.: Eparhia de Lugoj) ist eine in Rumänien gelegene Diözese der rumänischen griechisch-katholischen Kirche mit Sitz in Lugoj. Sie umfasst die Kreise Caras-Severin,  Timiș, Arad, Hunedoara, Alba und  Mehedinți.

## Geschichte
Papst Pius IX. gründete das Bistum Lugoj mit der Apostolischen Konstitution Apostolicum Ministerium am 26. November 1853 aus Gebietsabtretungen des Bistums Großwardein und des Erzbistums Făgăraș, dem es auch als Suffragandiözese unterstellt wurde.

## Bischöfe von Lugoj
- Alexandru Dobra (16. November 1854 – 13. April 1870)
- Ioan Olteanu (29. November 1870 – 16. September 1873), dann Bischof von Oradea Mare
- Victor Mihali (21. Dezember 1874 – 18. März 1895), dann Erzbischof von Făgăraș und Alba Iulia
- Demetriu Radu (3. Dezember 1896 – 25. Juni 1903), dann Bischof von Oradea Mare
- Basil Hossu (25. Juni 1903 – 16. Dezember 1911), dann Bischof von Gherla, Armenopoli, Szamos-Ujvár
- Valeriu Traian Frențiu (14. Dezember 1912 – 25. Februar 1922), dann Bischof von Oradea Mare
- Alexandru Nicolescu (25. Februar 1922 – 29. August 1936), dann Erzbischof von Făgăraș und Alba Iulia
- Ioan Bălan (29. August 1936 – 2. August 1959)
- Ioan Ploscaru (14. März 1990 – 20. November 1995)
- Alexandru Mesian (20. November 1995 – 11. März 2023)
- Călin Ioan Bot (seit 15. Juni 2023)